# Oláhapáti
Oláhapáti (régebben Apáti, románul Apateu) falu Romániában, a Partiumban, Bihar megyében.

## Fekvése
Az Alföld szélén, Nagyváradtól délre, Félixfürdőtől nyugatra, Nagyürögd, Váradcsehi és Kardó közt fekvő település.

## Története
A falu  Árpád-kori település. Nevét már 1291–1294 között említette oklevél villa Abbati néven.
1319-ben Apathi episcopi nostri [Waradiensis] néven említette oklevél mint a váradi püspök birtokát.
1333-ban neve a pápai tizedjegyzékben is szerepelt. Később a váradi 1. sz. püspök lett a földesura, aki itt még a 20. század elején is birtokos volt.
1851-ben Fényes Elek írta a településről:
Oláh-Apáti 550 óhitű, 6 református lakossal, s óhitű anyatemplommal. Határa 1557 hold, ... Birtokosa a váradi deák püspök.
1910-ben 582 lakosából 20 magyar, 30 német, 532 román volt. Ebből 50 görögkatolikus, 30 evangélikus, 484 görögkeleti ortodox volt.
A trianoni békeszerződés előtt Bihar vármegye Központi járásához tartozott.
A 2002-es népszámlálás szerint 260 lakója közül 244 fő (93,8%) román, 4 (1,5%) magyar, 11 (4,2%) cigány etnikumú, 1 fő (0,4%) pedig ismeretlen nemzetiségű volt.

## Nevezetességek
- Görögkeleti temploma 1830-ban épült.